# Флерсбахталь
Флерсбахталь (нім. Flörsbachtal) — сільська громада в Німеччині, знаходиться в землі Гессен. Підпорядковується адміністративному округу Дармштадт. Входить до складу району Майн-Кінціг.
Площа — 52,11 км2. Населення становить 2335 ос. (станом на 31 грудня 2020).